# Gustav Struve
Gustav Karl Johann Christian (von) Struve, född 11 oktober 1805 i München, död 21 augusti 1870 i Wien, var en tysk politiker.
Struve var först diplomat, men studerade sedermera statsvetenskap och frenologi och ägnade sig även åt journalistik. Som ultraradikal deltog han i den politiska agitationen och ledde 1848 tillsammans med Friedrich Hecker ett uppror i Baden, i början av den tyska revolutionen 1848–1849, bland annat i syfte att upprätta en tysk republik. Struve tvingades att fly till Strasbourg, men gjorde samma år tillsammans med andra politiska flyktingar ett infall på badensiskt område. Den lilla friskaran led emellertid ett nederlag vid Lörrach den 21 september samma år, och Struve själv fängslades, men undkom under upproret i maj 1849. Han begav sig till Schweiz och vistades 1851–1862 i USA.